# Primeras formas de vida conocidas
Las primeras formas de vida conocidas sobre el planeta Tierra son supuestos microorganismos fosilizados hallados en los precipitados de fuentes hidrotermales. La primera vez que la vida apareció en la tierra es un evento que, en su exacta situación temporal y espacial, todavía resulta desconocido. Pudo haber aparecido vida tan pronto como hace 3.770 millones de años, y posiblemente tan temprano como hace 4.280  millones de años, apenas después de que los océanos se formaran hace 4.410 millones de años, y no mucho después de la formación de la Tierra hace 4.540 mil millones de años. Una forma de vida, es una entidad o ser que se considera vivo.

## Resumen

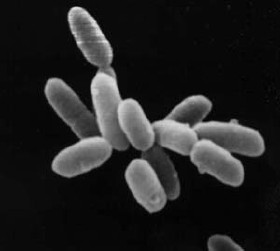
Ejemplo de una archaea, un microbio procariótico, encontrado por primera vez en un ambiente extremo tal, como por ejemplo, un manantial hirviente de origen volcánico.

La tierra  sigue siendo el único lugar conocido del universo capaz de albergar formas de vida.
Se estima que más del 90% de todas las especies y formas de vida que alguna vez han vivido en la tierra, se encuentran extintas, esto es más de 5 000 millones de especies.
Las estimaciones para el número actual de especies vivientes en la Tierra van de los 10 a los 14 millones, de las cuales, aproximadamente 1,2 millones ya han sido documentadas y más del 86% de las cuales aún no han sido descritas. En tiempos más recientes, para mayo de 2016, los científicos reportan un estimado de más de 1 000 millones de especies de seres vivos existiendo actualmente de las cuales solo la milésima parte han sido descritas. La cantidad total de pares de bases de ADN emparentado existente en la Tierra se estima en 5,0 x 1037 y pesa 50 mil millones de toneladas. Como comparación, la masa total de la biósfera se ha estimado en aproximadamente 4 Teratoneladas (millones de millones) de carbono. En julio de 2016, los científicos reportaron haber identificado un grupo de 355 genes pertenecientes al Último Ancestro Común (LUCA) de todos los organismos vivos en la Tierra.
Hay formas de vida viviendo en cada parte de la biósfera de la tierra, incluyendo suelo, aguas termales, al menos hasta 12 mi (19,31 km) en el interior de la corteza terrestre, en el interior de las rocas y hasta al menos 40 mi (64,37 km) en lo alto de la atmósfera. Bajo determinadas condiciones experimentales, se ha observado que ciertas formas de vida soportan el vacío del espacio. También se han encontrado formas de vida en la fosa de las Marianas, el punto de mayor profundidad del océano. Otros investigadores reportan estudios en los que se han encontrado formas de vida en el interior de las rocas a más de 580 metros (1902,89 pies) por debajo del fondo del océano a 2590 metros (8497,38 pies) de profundidad, fuera de la costa noroccidental de los Estados Unidos, como así también hasta 2400 metros (7874,02 pies) por debajo del lecho marino por fuera de Japan. En agosto de 2014, un grupo de científicos confirmaron la existencia de formas de vida prosperando a 800 m (2624,67 pies) por debajo de la superficie del hielo de la Antártida. De acuerdo a un investigador: "Puedes encontrar microbios en todas partes - son extremadamente adaptables a las condiciones, y sobreviven donde sea que estén."

## Primeras formas de vida

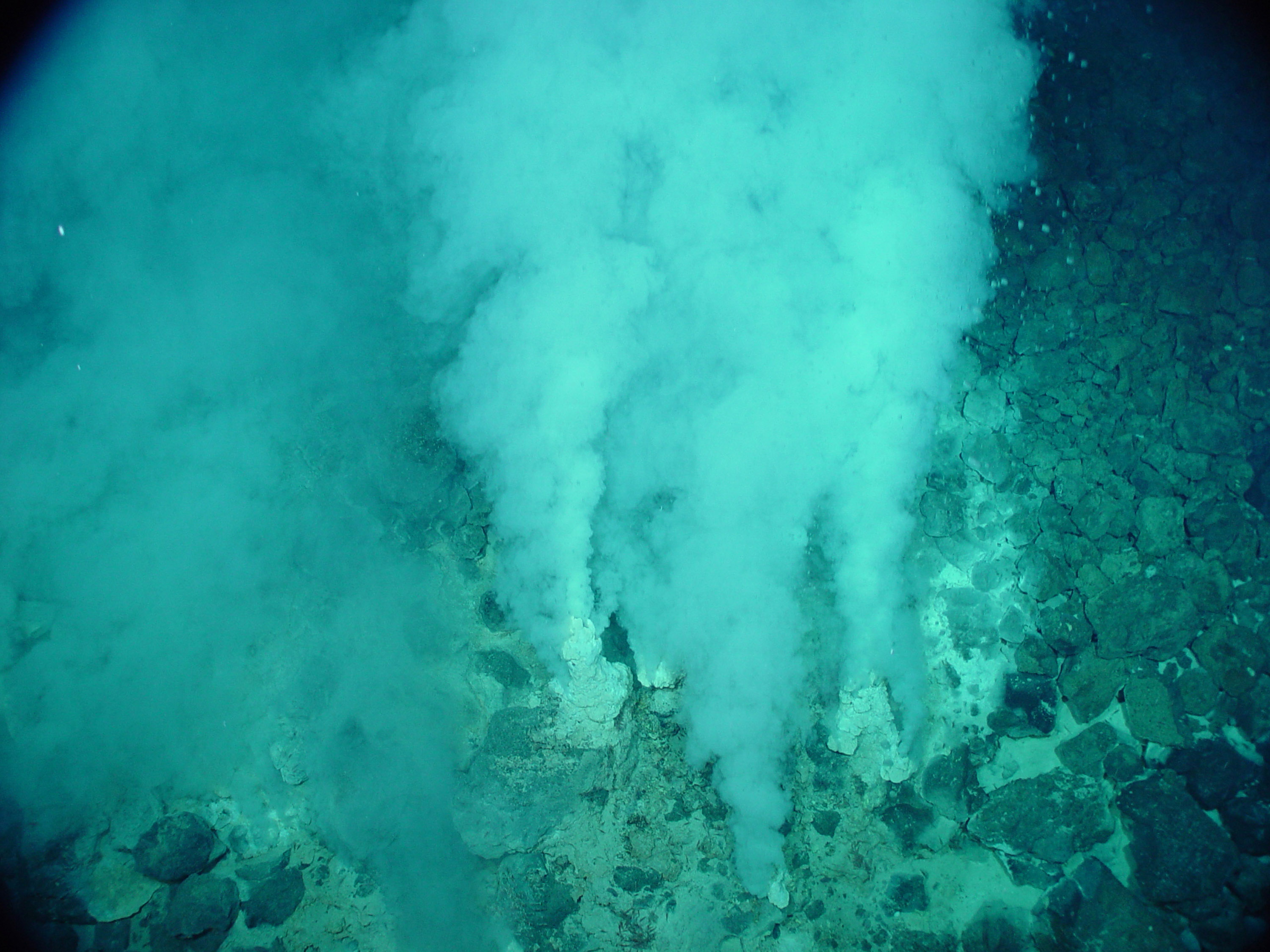
Se ha encontrado evidencia de la que sea posiblemente una de las formas de vida más antiguas de la Tierra en los precipitados de las fuentes hidrotermales suboceánicas.

La evidencia fósil de la Tierra brinda información a la mayoría de los estudios sobre el origen de la vida (o abiogénesis). La edad de la Tierra se estima en aproximadamente 4,54 mil millones de años; la primera evidencia indisputable de vida sobre la Tierra data al menos hace 3,5 mil millones de años, y posiblemente resulta tan temprana como perteneciente a la era Arqueano, apenas cuando la corteza terrestre comenzaba a solidificarse poco tiempo después del Eón Hádico.
Se han encontrado fósiles de tapetes microbianos en la piedra arenisca de Australia occidental que data de hace 3,48 mil millones de años. Otras evidencias físicas de sustancias biogénicas incluyen grafito, y posiblemente estromatolitos, descubiertos en rocas metasedimentarias de 3,7 mil millones de años pertenecientes al sudoeste de Groenlandia. Se han encontrado restos de material biótico en rocas de 4,1 mil millones de años en el oeste de Australia.
En los últimos años, ha habido un gran número de descubrimientos que sugieren que la aparición temprana de vida en la Tierra puede haber sido aún más temprana de lo que se pensaba. En 2017 se anunció el descubrimiento de microorganismos fosilizados en los precipitados de las fuentes hidrotermales pertenecientes al Cinturón de rocas verdes Nuvvuagittuq de Quebec, Canadá; que podrían ser tan antiguas como de 4,28 mil millones de años; el más antiguo registro de vida sobre la Tierra; sugiriendo una "aparición casi instantánea de la vida" luego de la aparición de agua durante el comienzo de la formación del océano hace 4,41 mil millones de años; y no mucho después de la formación de la Tierra hace 4,54 mil millones de años. De acuerdo al biólogo Stephen Blair Hedges, "Si la vida surgió relativamente rápido en la Tierra… entonces podría ser común en el universo."

## Galería

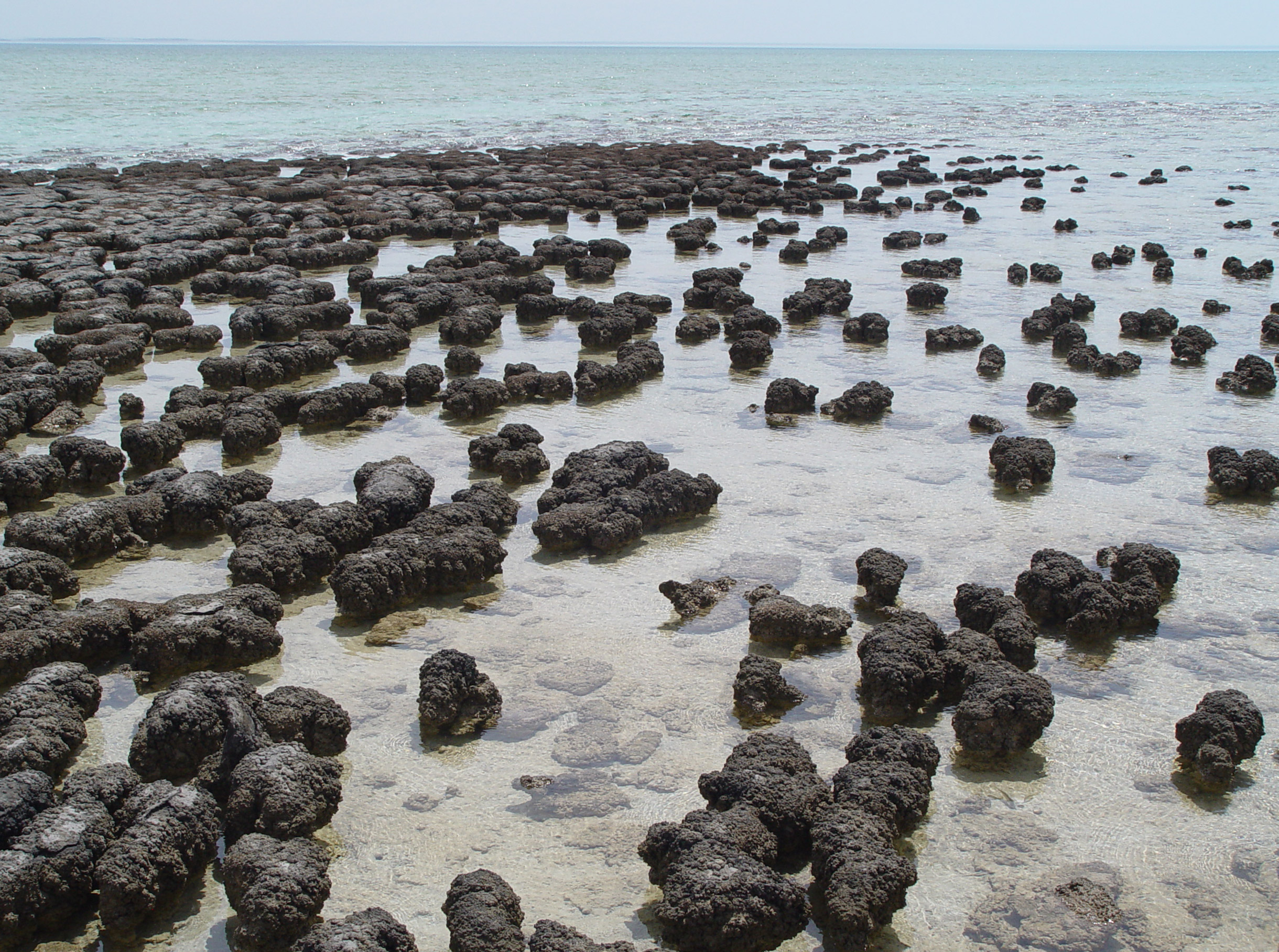
Los Estromatolitos se formaron por microorganismos creciendo en capas para evitar ser sepultados por los sedimentos.
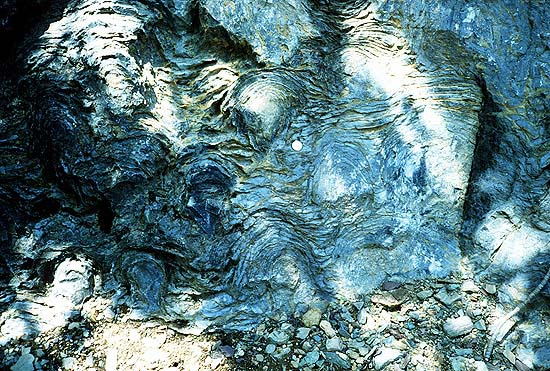
Estromatolitos dejados como residuos por cianobacterias, una de las más antiguas formas vivas fosilizadas sobre la tierra.
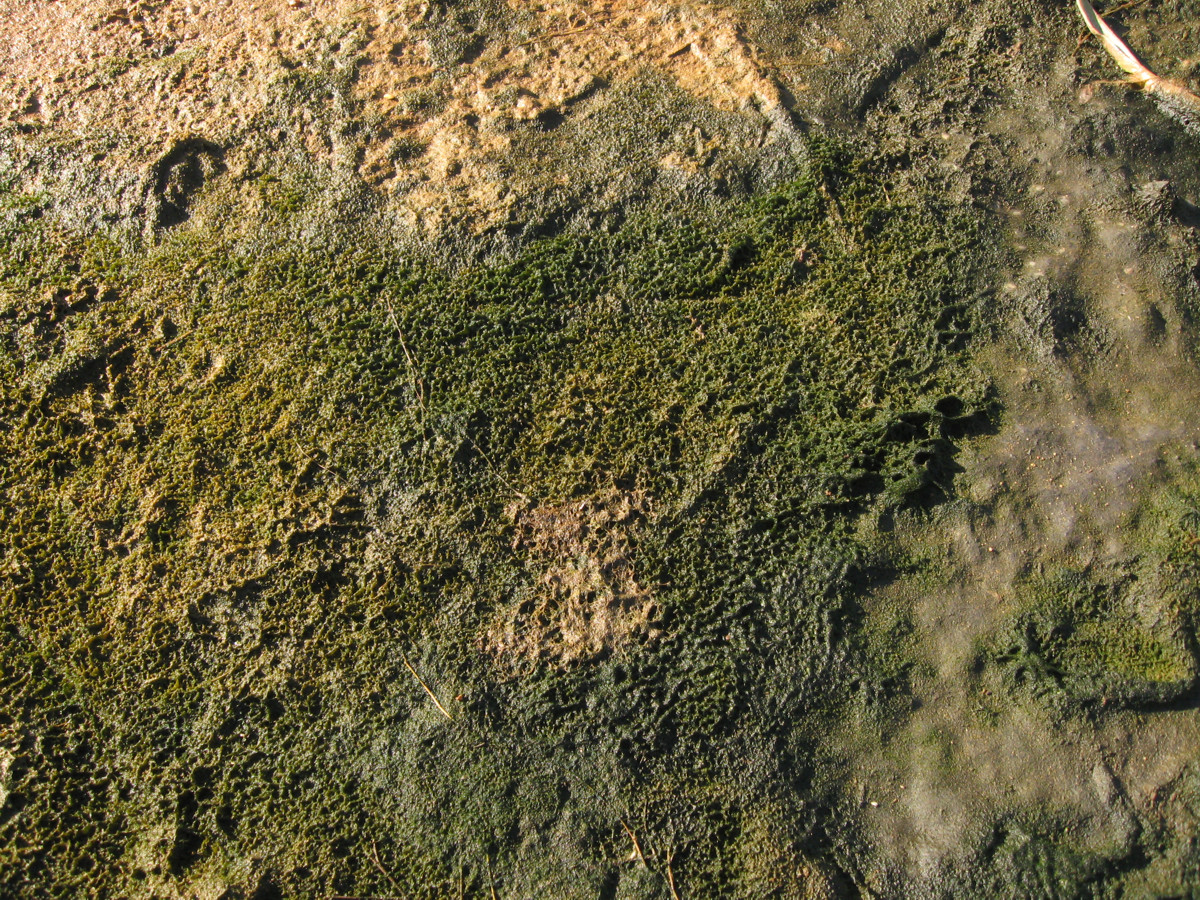
Un tapete de cianobacterias y algas, lago salado en el Mar Blanco.
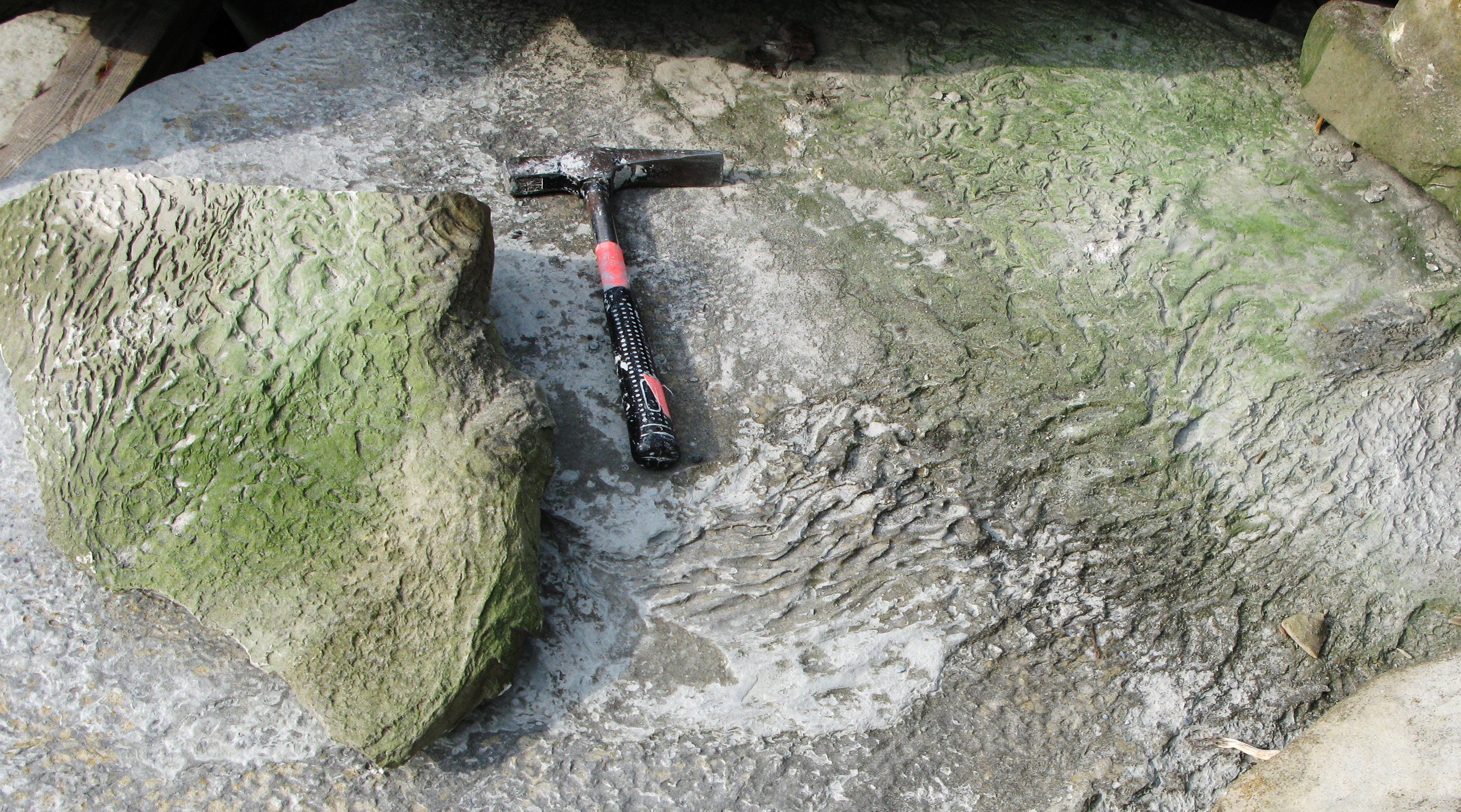
Estructuras sedimentarias de tipo Wrinkled Kinneyia formada por debajo de los tapetes microbianos en la zonas periditales.
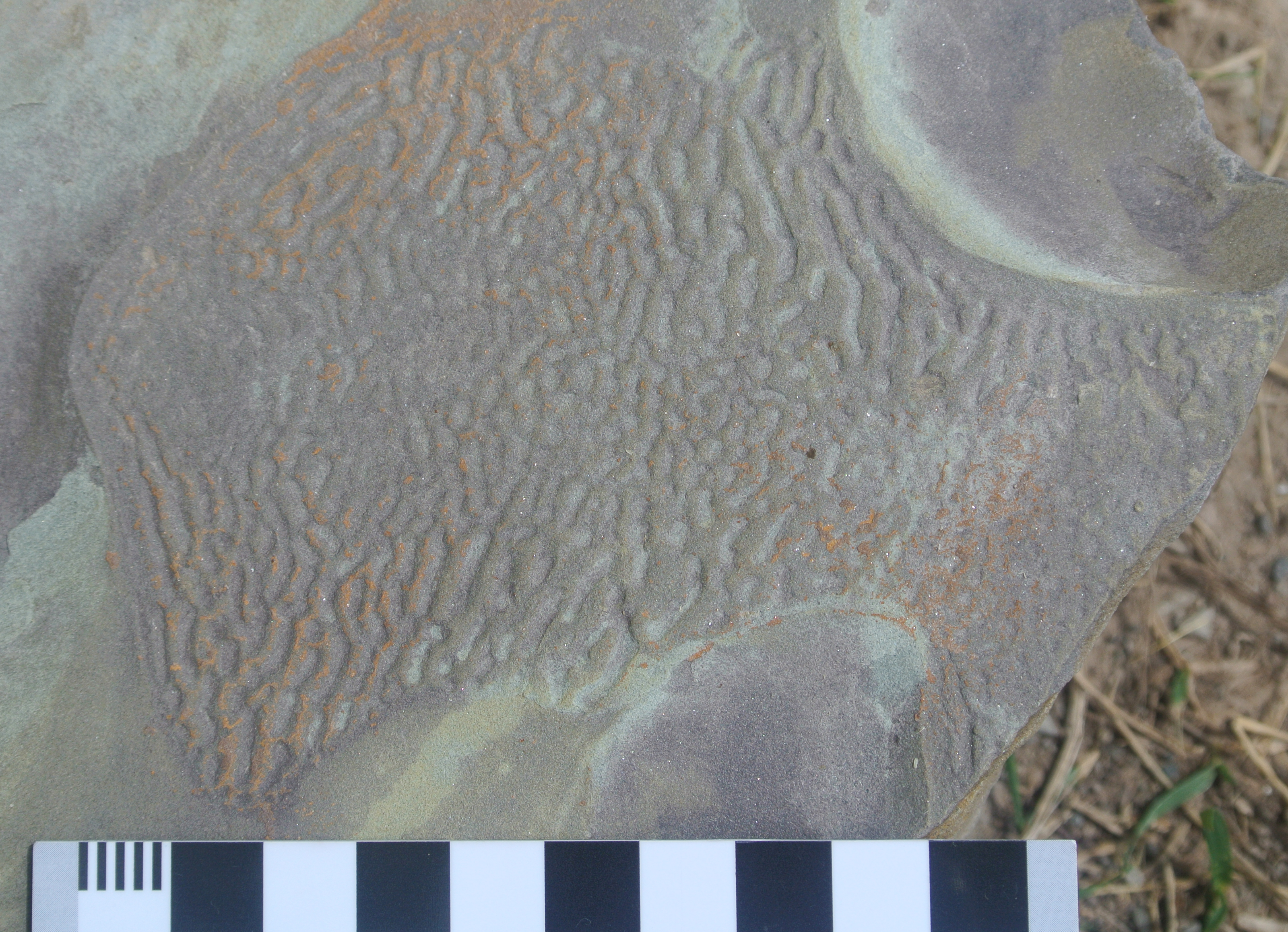
Estructuras tipo Kinneyia en la Formación Grimsby (Silúrico) expuestas en Niagara Gorge, NY.